# Лејлани Мичел
Лејлани Сеамах Мичел (Ричланд, 15. јун 1985) је америчка и аустралијска кошаркашица која тренутно наступа за тим Финикс меркури, у оквиру Женске националне кошаркашке асоцијације. Била је 25. на WNBA драфту, изабрана од стране екипе Финикс меркури, 2008. године. Играла је за неколико тимова и ван Сједињених Држава. Одрасла је у Америци, од оца американца и мајке аустралијанке. У децембру 2013. године обећала је да ће заиграти за женску кошаркашку репрезентацију Аустралије.

## Приватан живот
Мичеј је једина ћерка Дениса Мичела и Еленор Мајид. Њен отац је американца, а мајка је била аустралијанка. Има петоро браће : Тајлера, Троја, Трависа, Регија и Робија. Поседује држављанство Сједињених Држава и Аустралије . Њена мајка је преминула 2009. године од рака.

## Колеџ каријера

### Универзитет Ајдахо
Као бруцош, Лејлани је лигу завршила са просеком од 15,7 поена по утакмици, а била најбоља по украденим лопта, којих је имала 3,08 по одиграној утакмици и 6 асистенција.

### Колеџ статистика
| Година | Тим | ОУ | Поени | ПШ% | 3П% | СБ% | СПУ | АПУ | УПУ | БПУ | ППУ |
| ------ | --- | -- | ----- | --- | --- | --- | --- | --- | --- | --- | --- |

| 2003-2004 | Ајдахо | 28  | 438  | 47.5 | 40.4 | 86.1 | 4.5 | 6.0 | 3.2 | 0.3 | 15.6 |
| 2004-2005 | Ајдахо | 30  | 531  | 47.5 | 39.0 | 87.5 | 4.6 | 5.9 | 3.9 | 0.1 | 17.7 |
| 2005-2006 | Ајдахо | 29  | 510  | 43.9 | 38.0 | 78.3 | 4.9 | 5.6 | 4.0 | 0.2 | 17.6 |
| 2007-2008 | Ајдахо | 32  | 536  | 47.2 | 38.4 | 80.1 | 4.1 | 7.5 | 2.0 | 0.1 | 16.8 |
| Каријера  |        | 119 | 2015 | 46.4 | 38.8 | 83.3 | 4.5 | 6.3 | 3.2 | 0.2 | 16.9 |

## Професионална каријера
Лејлани је изабрана за драфт од стране тима Финикс меркури и завршила као 25. у другој рунди, 2008. године године. Након тога прешла је у тим Њујорк либерти. Своју професионалну каријеру званично је започела 6. јуна 2008. године у тиму Њујорк либерти, а дебитовала је на утакмици против Хјустон комета постигавши 18. поена. Током сезоне 2008. године имала је репутацију за неустрашивост у хварању лопти. Са својим тимом играла је у финалу Источне конвенције, где постигла 14. поена, али је њен тим ипак изгубио од Детроита.

### Током сезоне
| Сезона | Екипа | ОУ | СУ | МПУ | ПШ% | 3П% | СБ% | СПУ | АПУ | УПУ | БПУ | ППУ |
| ------ | ----- | -- | -- | --- | --- | --- | --- | --- | --- | --- | --- | --- |

| 2008     | Њујорк либерти     | 34  | 5   | 15.2 | .371 | .404 | .810  | 1.7 | 2.9 | 0.5 | 0.1 | 3.9 |
| 2009     | Њујорк либерти     | 34  | 2   | 14.3 | .300 | .269 | 1.000 | 1.2 | 2.2 | 0.3 | 0.1 | 2.4 |
| 2010     | Њујорк либерти     | 34  | 34  | 28.8 | .441 | .486 | .814  | 2.6 | 3.8 | 1.6 | 0.2 | 9.3 |
| 2011     | Њујорк либерти     | 34  | 30  | 25.4 | .375 | .364 | .800  | 2.1 | 2.9 | 1.3 | 0.1 | 5.6 |
| 2012     | Њујорк либерти     | 34  | 25  | 26.7 | .409 | .411 | .750  | 2.5 | 3.0 | 1.0 | 0.2 | 6.5 |
| 2013     | Њујорк либерти     | 34  | 9   | 18.6 | .406 | .376 | .857  | 2.1 | 1.9 | 0.8 | 0.1 | 5.0 |
| 2015     | Њујорк либерти     | 34  | 26  | 23.0 | .374 | .394 | .889  | 2.1 | 2.7 | 1.0 | 0.1 | 6.7 |
| 2016     | Вашингтон мистик   | 10  | 0   | 16.1 | .435 | .355 | .800  | 1.7 | 1.9 | 0.1 | 0.0 | 5.9 |
| 2017     | Финикс меркури     | 34  | 7   | 21.3 | .389 | .360 | .824  | 2.4 | 3.6 | 0.9 | 0.2 | 8.0 |
| Каријера | 8. година, 3. тима | 282 | 138 | 21.3 | .392 | .395 | .830  | 2.1 | 2.8 | 0.9 | 0.1 | 5.9 |

### Плеј-оф
| Сезона   | Екипа              | ОУ | СУ | МПУ  | ПШ%  | 3П%  | СБ%   | СПУ | АПУ | УПУ | БПУ | ППУ  |
| -------- | ------------------ | -- | -- | ---- | ---- | ---- | ----- | --- | --- | --- | --- | ---- |
| 2008     | Њујорк либерти     | 6  | 0  | 10.3 | .429 | .500 | 1.000 | 0.3 | 1.3 | 0.0 | 0.0 | 4.8  |
| 2010     | Њујорк либерти     | 5  | 5  | 29.0 | .227 | .250 | 1.000 | 3.2 | 3.6 | 0.8 | 0.0 | 3.2  |
| 2011     | Њујорк либерти     | 3  | 3  | 26.0 | .353 | .357 | .000  | 1.7 | 1.7 | 0.3 | 0.3 | 5.7  |
| 2012     | Њујорк либерти     | 2  | 0  | 15.5 | .250 | .200 | .000  | 1.5 | 0.5 | 0.0 | 0.0 | 2.5  |
| 2015     | Финикс меркури     | 4  | 0  | 14.8 | .429 | .500 | .500  | 1.8 | 3.5 | 1.5 | 0.2 | 4.0  |
| 2017     | Финикс меркури     | 5  | 5  | 33.0 | .467 | .480 | .955  | 2.8 | 3.8 | 1.2 | 0.4 | 15.0 |
| Каријера | 6. година, 2. тима | 25 | 13 | 20.0 | .386 | .395 | .938  | 1.9 | 2.6 | 0.7 | 0.1 | 6.3  |

## Спољашне везе
- Профил на сајту WNBA